# Tadeusz Ścieszko
Tadeusz Ścieszko (ur. 22 października 1940 w Rawie Mazowieckiej) – polski inżynier i polityk, poseł na Sejm X kadencji (1989–1991).

## Życiorys
Ukończył w 1963 studia na Wydziale Mechanicznym Politechnice Wrocławskiej. Pracował w Miejskim Przedsiębiorstwie Komunikacji w Płocku, gdzie był głównym mechanikiem.
Należał do komisji zakładowej Niezależnego Samorządnego Związku Zawodowego „Solidarność” i rady pracowniczej w MPK. W wyborach w 1989 uzyskał mandat posła na Sejm X kadencji z okręgu płockiego jako kandydat bezpartyjny z ramienia Komitetu Obywatelskiego. Był członkiem Obywatelskiego Klubu Parlamentarnego, zasiadał w Komisji Handlu i Usług. W 1991 nie ubiegał się o reelekcję, był członkiem Porozumienia Centrum.
W latach 90. został dyrektorem płockiego Zakładu Komunikacji Miejskiej, w 1998 przeszedł na emeryturę. W 1998 z listy Akcji Wyborczej Solidarność został wybrany na radnego płockiej rady miejskiej, w której zasiadał do 2002. Kierował także miejskim oddziałem Ligi Krajowej.